# Oecetis testacea
Oecetis testacea là một loài Trichoptera trong họ Leptoceridae. Chúng phân bố ở miền Cổ bắc.